# Renée Falconetti
Renée Jeanne Falconetti (Pantin, 21 luglio 1892 – Buenos Aires, 12 dicembre 1946) è stata un'attrice francese.
A volte accreditata anche come Maria Falconetti, Marie Falconetti, Renée Maria Falconetti, o, semplicemente, Falconetti, fu un'attrice teatrale e cinematografica francese, nota per il ruolo di Giovanna d'Arco nel film muto del 1928 La passione di Giovanna d'Arco di Carl Theodor Dreyer. 
Calcò i palcoscenici del teatro parigino degli anni '20 e interpretò anche ruoli minori in pellicole come La Comtesse de Somerive (1917) di G. Denola e Clown (1917) di M. de Férandy. L'attrice interpretò nuovamente la pulzella d'Orléans al Théâtre de l'Odéon di Parigi, in una lunga rapsodia di Saint-Georges de Bouhelier. 

## La passione di Giovanna D'Arco
Falconetti divenne un'attrice teatrale a Parigi nel 1918. Quando Dreyer la vide recitare in un teatro amatoriale e la scelse come protagonista per l'imminente produzione de La passione di Giovanna D'Arco, era già una celebre artista teatrale, ed era apparsa in un film, La comtesse de Somerive (1917), diretto da Georges Denola e Jean Kemm. Aveva 35 anni quando interpretò la diciannovenne Giovanna d'Arco in La passione. La sua interpretazione è considerata una delle più stupefacenti di sempre, ed è rimasta il suo ultimo ruolo cinematografico.

Molti affermano che la performance di Falconetti si deve all'estrema crudeltà di Dreyer, un regista notoriamente esigente che la spinse sull'orlo del collasso emotivo. Ad esempio, il critico cinematografico Roger Ebert scrive:
Per Falconetti è stato un calvario. Le leggende del set raccontano che Dreyer la costringeva a inginocchiarsi sulla pietra in modo da sentire il male e poi cancellare ogni espressione dal viso, affinché lo spettatore leggesse un dolore represso o interiore. Ha filmato le stesse scene ancora e ancora, sperando di poter trovare in sala di montaggio proprio la sfumatura giusta nella sua espressione facciale.
Tuttavia, nella loro biografia di Dreyer Jean e Dale Drum affermano che queste storie si basano solo su voci e che "non ci sono prove che Dreyer possa essere definito un sadico". A riprova di ciò citano alcuni testimoni diretti del rapporto tra il regista e l'attrice. Inizialmente nel processo di produzione "Dreyer e Falconetti guardavano insieme i girati di una singola scena, sette o otto volte, finché Dreyer non riusciva a distinguere un pezzo, forse qualche metro di pellicola, dove l'effetto era quello cercato e, quando rigiravano la scena, lei poteva riprodurla senza la minima inibizione. Le bastavano quei pochi metri di pellicola per avere l'ispirazione". Successivamente la Falconetti fu in grado di recitare basandosi solo sulle spiegazioni di Dreyer, senza la necessità di provare. 
Dreyer in un'intervista disse che «bisognava arrivare a dar veramente al pubblico l'impressione di veder la vita attraverso il buco della serratura dello schermo... Io non cerco altro che la vita. Si capisce quel che si è cercato soltanto alla fine del film. Il regista non conta nulla, la vita è tutto, ed è lei che comanda. Quel che importa non è il dramma obiettivo delle immagini, ma il dramma obiettivo delle anime». D'altra parte, il cinema è quasi sempre finzione e trucco degli attori che si adattano e vengono adattati a canoni di bellezza ideale. Edgar Morin sottolinea che Renée Falconetti e gli altri attori del film di Dreyer, così come quelli ad esempio de La corazzata Potemkin di Eisenstein, «devono all'assenza di trucco gran parte della loro potenza espressiva» laddove «l'espressione della bellezza tende invece ad annullare l'espressione vera e propria».

## Successiva carriera e morte
Dopo aver girato Giovanna d'Arco, la Falconetti continuò la sua carriera come produttrice di commedie teatrali leggere, apparendo con la Comédie-Française. Durante la seconda guerra mondiale fuggì dalla Francia prima in Svizzera, poi in Brasile, poi partì per Buenos Aires.

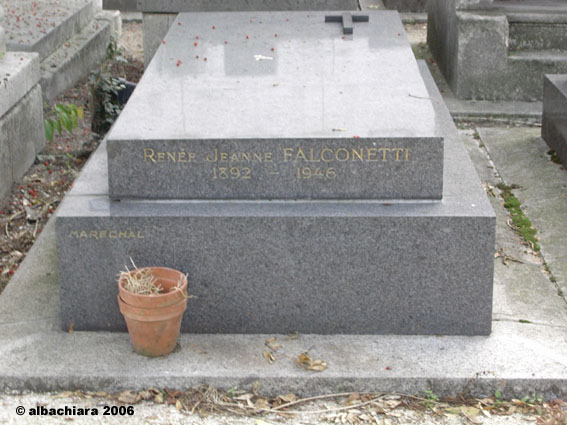
Tomba di Renée Falconetti, Cimitero di Montmartre, Parigi

Soffrì di malattie mentali per tutta la vita e nel 1946 morì a Buenos Aires, in Argentina: un apparente suicidio, per una dieta restrittiva autoimposta dopo essere diventata molto sovrappeso. I suoi resti sono sepolti al cimitero di Montmartre a Parigi, sezione 16 (la tomba non è elencata sulle mappe ufficiali). Anche suo nipote Gérard Falconetti è diventato un attore.

## Filmografia
- Le clown (1917)
- La comtesse de Somerive, regia di Georges Denola e Jean Kemm (1917)
- La passione di Giovanna d'Arco (La passion de Jeanne d'Arc), regia di Carl Theodor Dreyer (1928)